# Kjerstin Boge Solås
Kjerstin Boge Solås, née le 31 décembre 1997 à Dale, est une handballeuse internationale norvégienne qui évolue au poste d'arrière gauche.

## Palmarès

### En sélection
championnat d'Europe
- vainqueur du championnat d'Europe 2016,  Suède